# Нормалността. Опит за непредубеден анализ
За нормалността в човешкото поведение до 2012 г. в България не е публикувано специално изследване. Обикновено думата се използва в контекста „нормалност на дадено качество“, а не като универсално понятие. В книжки 3 и 4 от 2012 г. на списанието на Института за изследване на обществата и знанието при БАН „Философски алтернативи“ бе отпечатано есето „Нормалността. Опит за непредубеден анализ“ от Венелин Пройков, представляващо философско-антропологически памфлет. Есето е писано в периода 2002-2004 г. и е опит за ценностно разположене на понятието от философска и антропологична гледна точка.
В настоящия синтез на текста се привеждат значими цитати от него, поясняващи понятието като явление в обществото и в лично-човешки план. Целият текст е обект на авторско право на съчинителя и на списанието „Философски алтернативи“. Венелин Пройков е публикувал преди това есе множество публицистични материали с антикомунистическа насоченост в „Демокрация (вестник)“. В областта на икономиката Пройков изповядва монетаризъм, привърженик е на утилитаризъм и бихейвиоризъм. Памфлетът „Нормалността. Опит за непредубеден анализ“ е изграден на базата на тези течения в научната мисъл. Следват преки цитати от съчинението. Те не изчерпват напълно неговото послание. Новаторският момент в текста е, че парите получават философска защита като математически обусловено средство за общуване.

## Определение на поведенческата нормалност
| „ | Нормалността е дългът, идеалът, който хората са имали, преди да започнат да я товарят с представи като „дълг“ и „идеал“. Нормалността – това е хармоничното действие, при което човекът инстинктивно налучква онова, което ще го направи съзвучен с другите и поне в някаква степен, ако не щастлив, то поне удовлетворен. Съзвучността с другите е невинаги лесно постижима, но има две сигурни средства за общуване на качествено и количествено равнище – думите и парите. | “ |

## Критика на марксизма
| „ | Марксизмът винаги набляга на насилствения елемент в отношенията между хората, като се опитва да ги класифицира, същевременно уж борейки се да ги декласифицира. В действителност хората не подлежат, разбира се, на класификация, освен в специализираното сциентистко съзнание. (...) Количественият аспект на ценностните мерки при съжителството неизбежно ще бъде свързан с парите като универсална мерна единица, а качественият аспект – със словесното общуване. Остава ни надеждата, че никога повече количественият аспект на съжителството няма да бъде подлаган на „критика“, тъй като броенето и назоваването са различни дейности и е неблагоразумно да се смесват. (...) Както информационният обмен се извършва посредством думи, така и обменът на материални блага се остойностява и извършва посредством пари. (...) Интересно е, че никога не е правен опит всички хора да живеят с еднакви доходи (идеята на комунизма е парите да бъдат премахнати и всеки да получава „директно“ „според потребностите“). Това е много любопитен факт, който говори до каква степен всички проекти за усъвършенстване на обществените отношения са плод на болни и лицемерни мозъци. Дори при различни равнища на собственост равните доходи със сигурност биха „изравнили“ хората много бързо. Кой обаче би приел подобно „изравняване“ за справедливо? Как може количественият показател на възнаграждението да не бъде обвързан с онова, което човек върши или се предполага, че върши? | “ |

## Религия и хуманизъм
| „ | Успехът на религията е в това, че създава критерий извън човека. Неуспехът на религията е, че от един момент нататък голям брой хора приемат този критерий за изкуствен. Успехът на хуманизма е, че търси отговорите на екзистенциалните въпроси в самия човек. Неуспехът на хуманизма е, че поставя човека в положение, при което той се отказва да си задава морални въпроси и си остава само с екзистенциалните. | “ |

## Защита на капитализма и посредствеността
| „ | Като мерна единица парите не са стока. Те представляват лимит на разпростиране, до който даден индивид се е домогнал според заслугите си. Могат да бъдат лимит на съдействие, получавано от даден индивид. От друга страна, животът на един човек, който няма дом и пари, няма стойност в пари, както и изобщо човешкият живот. Същевременно обаче, тъй като парите представляват „жива“ мерна единица и сами по себе си са еквивалент на самите себе си, няма как да изникнат от нищото – те трябва да бъдат резултат от някакъв обмен. (...) Стойността на самия човек обаче се определя от възможността му да я докаже на практика, като при това невинаги реалният принос получава числов еквивалент, това също е въпрос на късмет и на обстоятелства. (...) Посредствеността – това е всекидневието на онзи, който върши нещо, в резултат на което после ще има и духовност, и прогрес. Върши го, а в замяна получава средства. Пари. Не аплодисменти и уверения, че е духовен и прогресивен. С тях няма да изхрани семейството си. Те не доразвиват мисълта му. Всъщност му пречат, освен ако покрай тях успее да си осигури още средства, за да си работи по-нататък. Посредственият човек никога не се главозамайва. Не се бунтува. Не блести. Посредственият човек е съвсем обикновен. Във всяка епоха. Всичко е заради него. Всичко става чрез него, защото той е и участник в онова, което става, и потребител на крайния процес. Посредственият човек има своите амбиции. Обикновено не успява във всичко. Той не е идеален. (...) Нещо харесва, нещо – не. Всъщност вкусът му е отчайващ, той е скучен. Но какво ли човечество би имало без такива хора? И нима те не са най-очевидно нормалните хора, които биха могли да съществуват? | “ |